# Regine Mathias
Regine Mathias (* 13. Dezember 1950 in Kelheim, Niederbayern) ist eine deutsche Japanologin und Historikerin, die sich hauptsächlich mit der Geschichte Japans im 19. und 20. Jahrhundert beschäftigt. Sie hatte von 1996 bis 2016 den Lehrstuhl für Geschichte Japans an der Ruhr-Universität Bochum inne.

## Wissenschaftliche Laufbahn
Mathias wuchs in Bergisch Gladbach auf und legte dort das Abitur ab. Sie studierte ab 1969 Japanologie, Sinologie und Geschichte an der Ruhr-Universität Bochum, der University of Minnesota und der Universität Wien. Prägende akademische Lehrer in Wien waren der gesellschaftswissenschaftlich orientierte Japanologe Alexander Slawik sowie der Sozial- und Wirtschaftshistoriker Michael Mitterauer. Von 1974 bis 1975 war Mathias als Dissertation Fellow der Japan Foundation an der Universität Kyūshū in Fukuoka. Mit einer Arbeit über den Kohlebergbau in Nord-Kyūshū und sein[en] Einfluss auf die Herausbildung einer Lohnarbeiterschaft in Japan wurde sie 1977 in Wien promoviert.
Danach arbeitete Mathias bis 1991 an der Rheinischen Friedrich-Wilhelms-Universität Bonn, zunächst als Lektorin bzw. Lehrkraft für besondere Aufgaben in der Japanischen Abteilung des Seminars für Orientalische Sprachen, ab 1985 als wissenschaftliche Mitarbeiterin am Japanologischen Seminar. 1986 bis 1987 wurde sie nochmals von der Japan Foundation gefördert, und hielt sich als Research Fellow an der Keiō-Universität in Tokyo auf. Sie wurde 1991 als Professorin für Sprache und Kultur des modernen Japan an die Universität-Gesamthochschule Duisburg berufen, wo 1994 mit ihrer Beteiligung das Institut für Ostasienwissenschaften gegründet wurde. Anders als in Bonn war die Lehre statt auf herkömmliche ostasiatische Philologien auf das interdisziplinäre Konzept der Area Studies (Regionalwissenschaften) ausgerichtet. 1994/95 war Mathias Prorektorin für Lehre, Studium und Studienreform in Duisburg.
Als Nachfolgerin Hans-Adalbert Dettmers wechselte sie 1996 als C4-Professorin an die Ruhr-Universität Bochum, auf den einzigen Lehrstuhl für Japanische Geschichte in Deutschland. Diesen hatte sie bis zu ihrer Pensionierung 2016 inne. Mathias war 1998–2001 und 2008–2012 Dekanin der Bochumer Fakultät für Ostasienwissenschaften.
2020 erhielt Regine Mathias den Eugen-und-Ilse-Seibold-Preis für wissenschaftliche Verständigung zwischen Deutschland und Japan.

## Weitere Ämter und Funktionen
- ab 2012 für vier Jahre Mitglied des Stiftungsrates der Max-Weber-Stiftung (vormals Deutsche Geisteswissenschaftliche Institute im Ausland – DGIA)[2]

## Publikationen (Auswahl)
- Hg. gemeinsam mit Atsushi Kataoka, Pia Tomoko Meid, Werner Pascha, Shingo Shimada: "Glückauf" auf Japanisch – Bergleute aus Japan im Ruhrgebiet, Essen 2012
- Alltagsgeschichtliche Ansätze in der japanischen Geschichtswissenschaft, in: Hans Martin Krämer, Tino Schölz und Sebastian Conrad (Hg.): Geschichtswissenschaft in Japan. Themen, Ansätze und Theorien, Göttingen 2006, S. 189–212
- Gemeinsam mit Erich Pauer: Entwicklungshilfe für Japan. Der Beginn der modernen Eisen- und Stahlindustrie mit Technologie aus dem Ruhrgebiet, in: Manfred Rasch und Dietmar Bleidick (Hg.): Technikgeschichte im Ruhrgebiet, Technikgeschichte für das Ruhrgebiet. Festschrift für Wolfhard Weber zum 65. Geburtstag, Essen 2004, S. 730–746
- Soziale Bewegungen im Japan der Vorkriegszeit: eine sozialhistorische Einordnung, in: Claudia Derichs und Anja Osiander (Hg.): Soziale Bewegungen in Japan, Hamburg 1998, S. 15–36
- Female labour in the Japanese coal-mining industry, in: Janet Hunter (Hg.): Japanese Women Working – Past and Presence, London/New York 1993, S. 98–121
- Die japanische Bildungsgesellschaft. Aufbau, Besonderheiten und Probleme des japanischen Bildungssystems, in: Japan, Kohlhammer Taschenbücher Der Bürger im Staat, Stuttgart 1985, S. 153–169
- Deutsche Meinungen zu Japan. Von der Reichsgründung bis zum Dritten Reich, in: J. Kreiner (Hg.): Deutschland-Japan. Historische Kontakte, Bonn 1984, S. 115–140